# Purshia
Purshia é um género botânico pertencente à família Rosaceae. Também conhecida como Pincel Amargo.
1. ↑  «Purshia — World Flora Online». www.worldfloraonline.org. Consultado em 19 de agosto de 2020